# 两岸融合发展示范区

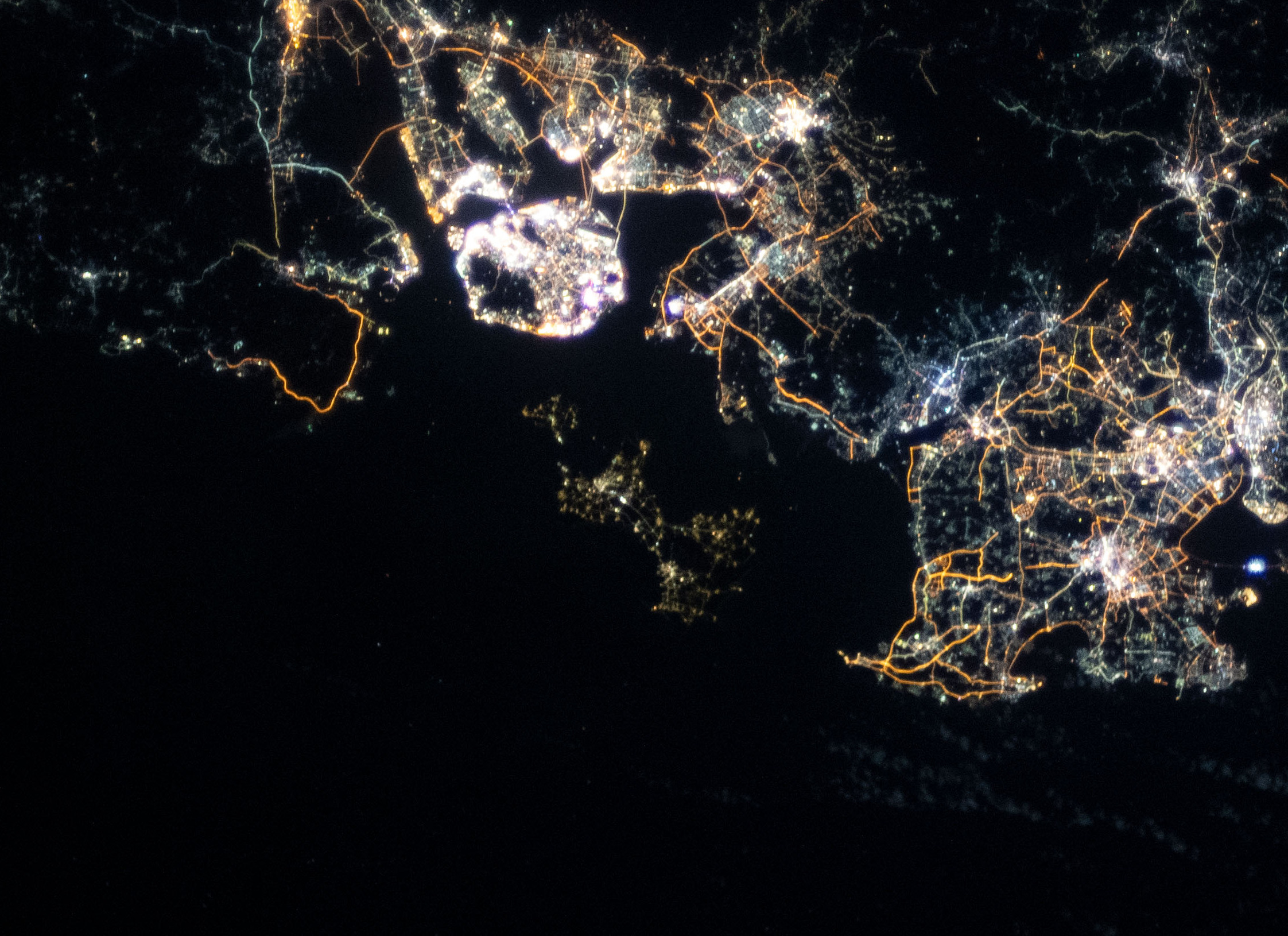
中国福建闽南沿海卫星夜景

兩岸融合發展示範區，又稱福建兩岸融合示範區、兩岸融合示範區，是中共中央、中華人民共和國國務院於2023年提出的一項計劃。以中國大陆福建省為基地，通過交通建設與經貿往來，與台湾連結起來，目標在於为深化两岸各领域融合发展，推进中国和平统一进程。

## 概論
這個方案最早在2023年由中共中央政治局常委兼全國政協主席王滬寧在海峽論壇提出，於同年9月12日，中華人民共和國國務院發表《關於支持福建探索海峽兩岸融合發展新路建設兩岸融合發展示範區的意見》白皮書，具體提出21項方案，推動這項計劃進行。
這個方案根據中共中央總書記習近平於2019年《告台灣同胞書》發表40週年紀念會上提出的兩岸互通方案，希望「兩岸要應通盡通，提升經貿合作暢通、基礎設施聯通、能源資源互通、行業標凖共通，可以率先實現金門、馬祖同福建沿海地區通水、通電、通氣、通橋。」
2024年1月8日，中华人民共和国商务部、中共中央台辦、國家發展改革委、工業和資訊化部聯合印發《關於經貿領域支持福建探索海峽兩岸融合發展新路若干措施的通知》，從5個方面提出14項措施。
有分析師認為這是中華人民共和國希望以「地方包圍中央」，對中華民國政府施加壓力，以推動中國統一。

## 方案內容
這個方案以小三通為基礎，金門與廈門之間經由建立金廈大橋等基礎設施，達成通水、通電、通氣、通橋等「新四通」，打造同城生活圈。馬祖人民至福州市，可以享受與中華人民共和國人民同等的國民待遇，形成共通生活圈。
同時，在福州新區與平潭綜合實驗區建立對台融合機制。
2023年11月27日，福建省人民政府響應《兩岸融合發展示范區的意見》發布第一批政策措施，包括便利台胞往來和生活、深化閩台經貿合作、鼓勵台胞就業創業、推進涉台法治建設四方面，共15條。

## 评价

### 中国大陆方面

#### 亞太區域經濟合作與兩岸融合發展研討會
2023年12月2日，第六屆“亞太區域經濟合作與兩岸融合發展學術研討會”在福州舉行。中國社會科學院台灣研究所張冠華建議，以大陸新能源汽車、人工智慧等新經濟產業拉動兩岸產業融合發展，打造兩岸共同市場進程中深化現代服務業合作。上海交通大學國際與公共事務學院台灣研究中心主任盛九元指出，受國際經濟低迷等因素影響，兩岸經濟融合度勢頭明顯減弱，推動福建建設兩岸融合發展示範區，將更加有力地吸引台商投資。

#### 建議示範區立法
2024年1月，全國台灣研究會會長汪毅夫刊文《兩岸融合發展的法治保障》指出建設兩岸融合示範區、制訂惠台政策，需要從法律的高度提供法治保障，及時啟動《中華人民共和國台灣同胞權益保障法》立法的前期工作。
2024年3月，中國召開第十四屆全國人民代表大會第二次會議，多名全國人大代表提議為兩岸示範區單獨立法。據《法治網》報導，十四屆全國人民代表大會代表、福建社會科學院副院長黃茂興提出《關於為兩岸融合發展示範區立法的建議》，建議為兩岸融合發展示範區立法，對示範區的功能定位、運行方式、管理模式及各項制度進行頂層設計，具體包括為示範區建設作出框架性規定、授予福建省人大及其常委會特殊立法權、賦予示範區更大改革自主權。全國政協委員、中國道教協會副會長謝榮增也提交了為兩岸融合發展示範區立法的提案，他指出當前兩岸關係處於關鍵時刻，建議基於示範區建設的現實需要和特殊需求，從國家立法層面為示範區建設實現制度創新、系統協調推進改革提供法治保障。

#### 中醫藥融合發展
2024年3月，全國人大代表、福建武夷煙葉有限公司副總經理黃蕾指出，南平邵武市在中醫藥產業發展、種質資源開發和中醫藥特色休閒養生產業發展上具有得天獨厚的條件，建議農業農村部、國家衛生健康委（國家中醫藥管理局）參照三明建設海峽兩岸鄉村融合發展試驗區政策，支持南平邵武市建設“海峽兩岸中醫藥融合發展示範區”。

### 台湾方面
中華民國大陸委員會不支持這項計劃，認為是中華人民共和國單方面的想法。